# بوت مسقطي
بُوْت مسقطي (الاسم العلمي: Sideroxylon mascatense)، شجيرة شوكية أو شجرة صغيرة يبلغ ارتفاعها 7-10 أمتار، تُسجل أحيانًا كشجرة متوسطة الحجم إلى ارتفاع 15 مترًا. تنتمي إلى فصيلة السبوتية. ثمارها صالحة للأكل. أعطانها في الصومال وأثيوبيا والسعودية وسلطنة عمان واليمن وباكستان وأفغانستان.